# مایک اوبراین
مایک اوبراین (انگلیسی: Mike O'Brien؛ زادهٔ ۲۲ ژوئن ۱۹۷۶) هنرپیشه، بازیگر تلویزیون، و فیلم‌نامه‌نویس اهل ایالات متحده آمریکا است.